# آنتی توری
آنتی توری (فنلاندی: Antti Tuuri؛ زادهٔ ۱ اکتبر ۱۹۴۴) فیلم‌نامه‌نویس، مترجم و نویسنده اهل فنلاند است که بیشتر دربارهٔ اوستروبوتنیای جنوبی می‌نویسد.
او در سال ۱۹۷۱ برندهٔ جایزه ادبی هلسینگین سانمات شد.
برخی از آثار او، الهام‌بخش ساخت فیلم‌های سینمایی بوده‌اند که از آن میان، می‌توان به جنگ زمستان، کمین و حکایت غول‌های خفته اشاره کرد.